# Championnat du Liban de football 1991-1992
Navigation
Saison 1987-1988 Saison 1993-1994
La saison 1991-1992 du Championnat du Liban de football est la trente-deuxième édition du championnat de première division au Liban. Les vingt meilleurs clubs du pays sont répartis en deux poules de dix équipes où ils s'affrontent deux fois au cours de la saison, à domicile et à l'extérieur. En fin de saison, le premier de chaque groupe se qualifie pour la finale nationale.
C'est le club d'Al Ansar, tenant du titre depuis 1988, qui remporte à nouveau le championnat cette saison, après avoir battu Al Tadamon Beyrouth en finale nationale. C'est le quatrième titre de champion du Liban de l'histoire du club, qui réalise même le doublé en s'imposant en finale de la Coupe du Liban face à Harakat Al Shabab.

## Les clubs participants
| - Al Ansar - Safa Beyrouth - Al Riyada Wal Adab - Nejmeh SC - Al Tadamon Beyrouth - Al Borj - Al Ahly Sidon - Al Istiklal - Club Sagesse - Homenmen Beyrouth | - Salam Zgharta - Shabab Al Sahel - Al Shabab Mazraa - Al Tadamon Tyr - Al Arz - Al Tadamon Tripoli - Racing Club de Beyrouth - Harakat Al Shabab - Homenetmen Beyrouth - Al Ahly Sarba |

## Compétition

### Classement
Le barème utilisé pour établir le classement est le suivant :
- Victoire : 2 points
- Match nul : 1 point
- Défaite : 0 point

| Rang | Équipe           | Pts | J  | G  | N  | P  | Bp | Bc | Diff |
| ---- | ---------------- | --- | -- | -- | -- | -- | -- | -- | ---- |
| 1    | Al Ansar'T'C     | 34  | 18 | 16 | 2  | 0  | 62 | 5  | +57  |
| 2    | Safa Beyrouth    | 30  | 18 | 14 | 2  | 2  | 58 | 14 | +44  |
| 3    | Nejmeh SC        | 21  | 18 | 8  | 5  | 5  | 23 | 21 | +2   |
| 4    | Al Tadamon Tyr   | 20  | 18 | 8  | 4  | 6  | 28 | 24 | +4   |
| 5    | Al Borj          | 18  | 18 | 4  | 10 | 4  | 20 | 20 | 0    |
| 6    | Shabab Al Sahel  | 17  | 18 | 6  | 5  | 7  | 22 | 22 | 0    |
| 7    | Al Ahly Sidon    | 14  | 18 | 4  | 6  | 8  | 18 | 32 | -14  |
| 8    | Al Shabab Mazraa | 13  | 18 | 5  | 3  | 10 | 24 | 52 | -28  |
| 9    | Al Arz           | 10  | 18 | 4  | 2  | 12 | 15 | 39 | -24  |
| 10   | Al Istiklal -5   | -1  | 18 | 1  | 1  | 16 | 18 | 59 | -41  |

| Rang | Équipe                  | Pts | J  | G  | N | P  | Bp | Bc | Diff |
| ---- | ----------------------- | --- | -- | -- | - | -- | -- | -- | ---- |
| 1    | Al Tadamon Beyrouth     | 28  | 18 | 11 | 6 | 1  | 24 | 10 | +14  |
| 2    | Al Salem Zghorta        | 22  | 18 | 8  | 6 | 4  | 26 | 17 | +9   |
| 3    | Riyada Wal Adab         | 22  | 18 | 7  | 8 | 3  | 25 | 18 | +7   |
| 4    | Homenetmen Beyrouth     | 20  | 18 | 7  | 6 | 5  | 18 | 19 | -1   |
| 5    | Harakat Al Shabab       | 19  | 18 | 6  | 7 | 5  | 18 | 14 | +4   |
| 6    | Al Ahly Sarba           | 17  | 18 | 4  | 9 | 5  | 11 | 11 | 0    |
| 7    | Racing Club de Beyrouth | 17  | 18 | 5  | 7 | 6  | 11 | 15 | -4   |
| 8    | Homenmen Beyrouth       | 16  | 18 | 7  | 2 | 9  | 18 | 22 | -4   |
| 9    | Club Sagesse            | 14  | 18 | 3  | 8 | 7  | 15 | 22 | -7   |
| 10   | Al Tadamon Tripoli      | 5   | 18 | 1  | 3 | 14 | 13 | 31 | -18  |

### Matchs

#### Finale nationale
| Équipe 1 | Résultat | Équipe 2            | Aller | Retour |
| -------- | -------- | ------------------- | ----- | ------ |
| Al Ansar | 4 - 1    | Al Tadamon Beyrouth | 2 - 1 | 2 - 0  |

#### Barrage de relégation
| Équipe 1         | Résultat | Équipe 2          | Aller | Retour |
| ---------------- | -------- | ----------------- | ----- | ------ |
| Al Shabab Mazraa | 1 - 3    | Homenmen Beyrouth | 0 - 2 | 1 - 1  |

## Bilan de la saison
| Championnat du Liban de football 1991-1992                        |                     |
| Champion                                                          | Al Ansar (4e titre) |
| Coupes et trophées                                                |                     |
| Vainqueur de la Coupe du Liban 1991-1992                          | Al Ansar            |
| Qualifications continentales                                      |                     |
| Coupe d'Asie des clubs champions 1992-1993                        | Al Ansar            |
| Coupe des Coupes 1992-1993                                        | Safa Beyrouth       |
| Promotions et relégations                                         |                     |
| Promus en Premier League                                          | Al Majd Beyrouth    |
| Promus en Premier League                                          | Al Ijtimayi         |
| Relégués en Championnat du Liban de football de deuxième division | Club Sagesse        |
| Relégués en Championnat du Liban de football de deuxième division | Al Tadamon Tripoli  |
| Relégués en Championnat du Liban de football de deuxième division | Al Shabab Mazraa    |
| Relégués en Championnat du Liban de football de deuxième division | Al Arz              |
| Relégués en Championnat du Liban de football de deuxième division | Al Istiklal         |